# San Pascual (Masbate)
San Pascual is een gemeente in de Filipijnse provincie Masbate op het eiland Burias. Bij de census van 2020 telde de gemeente ruim 44 duizend inwoners.

## Geografie

### Bestuurlijke indeling
San Pascual is onderverdeeld in de volgende 22 barangays:
| - Boca Chica - Bolod - Busing - Cueva - Dangcalan - Halabangbaybay - Iniwaran - Ki-Buaya - Ki-Romero - Laurente - Mabini | - Mabuhay - Malaking Ilog 5 - Mapanique - Nazareno - Pinamasingan - Quintina - San Jose - San Pedro - San Rafael - Santa Cruz - Terraplin |

### Bevolkingsgroei
San Pascual had bij de census van 2020 een inwoneraantal van 44.449 mensen. Dit waren 2.225 mensen (-4,77%) minder dan bij de vorige census van 2015. Ten opzichte van de census van 2000 was het aantal inwoners gegroeid met 6.581 mensen (17,38%). De gemiddelde jaarlijkse groei in die periode kwam daarmee uit op 0,80%, hetgeen lager was dan het landelijk jaarlijks gemiddelde over deze periode (1,79%).

De bevolkingsdichtheid van San Pascual was ten tijde van de laatste census, met 44.449 inwoners op 246,65 km², 180,2 mensen per km².